# Роґожайни-Малі
Роґожайни-Малі (пол. Rogożajny Małe) — село в Польщі, у гміні Віжайни Сувальського повіту Підляського воєводства.
Населення — 41 особа (2011).
У 1975-1998 роках село належало до Сувальського воєводства.

## Демографія
Демографічна структура станом на 31 березня 2011 року:
|          | Загалом | Допрацездатний вік | Працездатний вік | Постпрацездатний вік |
| -------- | ------- | ------------------ | ---------------- | -------------------- |
| Чоловіки | 21      | 1                  | 14               | 6                    |
| Жінки    | 20      | 3                  | 13               | 4                    |
| Разом    | 41      | 4                  | 27               | 10                   |